# Дніпровські острови
Національний природний парк «Дніпровські острови» — проєктований національний парк, в який пропонується включити усі збережені в межах міста Києва ділянки заплави Дніпра, зокрема, острови та заплавні урочища. Орієнтовна площа проєктованого парку 8444,62 га.
В 1970-90-х рр. на київській заплаві було створено низку різного розміру об'єктів природно-заповідного фонду місцевого значення. Проте зробленого для збереження унікального природно-культурного ландшафту, яким є заплава Дніпра в Києві, недостатньо. Ще дуже багато чого треба зробити. При цьому ми можемо орієнтуватися на досвід збереження природоохоронних коридорів в долинах великих річок Європи, таких як Одра чи Вісла, і перш за все на активні тут національні природні парки, такі як, наприклад, національний парк Нижньої Одри на кордоні Польщі та Німеччини. Добрі приклади збереження заплав річок існують і в Україні. Найбільш ефективні з цією метою регіональні ландшафтні парки (РЛП) — «Кременчуцькі плавні», та національні природні парки (НПП): «Нижньосульський», «Мезинський», «Великий Луг», «Гомільшанські ліси», «Святі Гори», «Нижньодністровський», «Нижньодніпровський» та ін. Зважаючи на накопичений досвід, для збереження природних і історико-культурних скарбів заплави Дніпра в Києві пропонується створити комплексний об'єкт природно-заповідного фонду — національний природний парк. При цьому першою стадією такого створення може бути реальне створення та суттєве розширення об'єкта місцевого значення — регіональний ландшафтний парк «Дніпровські острови» площею 1214,99 га, формальне рішення про оголошення цього об'єкту прийнято ще 23 грудня 2004 р. Київською міською радою. На базі цього об'єкту із включенням заплавних територій, які до нього не увійшли має бути створений національний природний парк.
Створення національного природного парку «Дніпровські острови» вимагає координації зусиль екологів. природоохоронців та громадських груп, які займаються захистом окремих складових дніпровської заплави: Осокорівських лук, Дніпровських островів, урочища «Горбачиха» та ін.

## Запланована територія та зонування

### Заповідна зона має охопити такі елементи заплави:[2]
- острів Пташиний (1,6 га, 50.575746, 30.520798);
- острів Вальковський (36 га) (див. Регіональний ландшафтний парк «Пташиний рай»);
- острів Крайній (4 га, 50.534646, 30.541032);
- острів Оболонської коси (12 га, 50.508506, 30.520665);
- північно-західне закінчення острова Муромець — урочище Кільнище (98 га, 50.540970, 30.541555);
- острів Великий Північний (248 га, 50.554618, 30.523351), виключаючи дачний масив на ньому;
- острів Вербовий на затоці Собаче Гирло (0,64 га, 50.528872, 30.521585);
- острів Оболонський (17 га, 50.504829, 30.529978) разом з розташованим поруч з ним островом Шарлеманя (17 га, 50.504829, 30.529978);
- острів Лопуховатий (68 га, 50.505899, 30.558702);
- острів Міжмостний (26 га, 50.488334, 30.552931);
- район п'яти озер біля озера Бабиного на Трухановому острові (31 га, 50.474250, 30.543709);
- півострів Лісовий (Східний) на Трухановому острові (135 га, 50.460697, 30.555418);
- урочище Південна Горбачиха (41 га, 50.472118, E 30.559764);
- північна частина острова Долобецький (71 га, 50.462274, 30.569219);
- острів Малий Гідропарк (2,5 га, 50.443560, 30.584138);
- мілина біля Венеційського острова (2,7 га, 50.431132, 30.573242);
- острови Малі: включаючи острови Малий Північний з мілиною на захід від нього, Малий Південний та Малий Західний (19 га 50.423442, 30.584238);
- острів Великий Південний (40 га, 50.404832, 30.590087);
- острів Сателіт (0,9 га, 50.398310, 30.588448);
- півострів Гострий (8,5 га, 50.366883, 30.573535);
- острів Куличиний Північний (0,15 га, 50.360509, 30.575802);
- острів Куличиний Південний (0,33 га, 50.354557, 30.580135);
- острів Тополевий (9,7 га, 50.356046, 30.583349);
- острів Довгий біля узбережжя острова Жуків (2,54 га, 50.354178, 30.576284);
- острів Рачий (2,18 га, 50.359095, 30.573115);
- острів Козачий (146 га, 50.328001, 30.598916);
- острів Проміжний (33 га, 50.313672, 30.611689);
- острів Ольжин (142 га, 50.307431, 30.622622);
- острови Намистини (в затоці біля Козачої коси, 0,31 га, 0,23 га, 0,51 га, 0,18 га, 0,27 га, 0,49 га, 0,50 га, 50.326668, 30.608165);
- острів Фалієва (9,19 га, 50.295373, 30.642568);
- острів Дикий (150 га, 50.284499, 30.651386) разом з островом Малий Дикий (50.284499, 30.651386);
- урочище Княже (336 га, 50.269576, 30.675154);
- острів Рославський (397 га, 50.254672, 30.698422);
- острів Покал (309 га, 50.238272, 30.703008) і прилеглі малі острови.

Загалом площа заповідної зони проєктованого НПП «Дніпровські острови» має складати близько 2402,42 га.

### До зони регульованої рекреації доцільно включити
- центральну частину острова Муромець (близько 566 га, 50.507313, 50.507313);
- території навкруги затоки Верблюд та Собаче Гирло, включаючи косу Собаче Гирло (417 га разом з акваторією затоки Верблюд, 50.533581, 30.524371);
- Троєщинські луки, включаючи масив у затоки Доманя (152 га, 50.536026, 30.562559, можливе також включення частини цієї території в заповідну зону); Північне Запісоччя та Деснянські луки (213 га, 50.512168, 30.569541);
- основу Оболонської коси (17 га, 50.515420, 30.521671);
- Парк моряків на Рибальському півострові (2,7 га, 50.473339, 30.527751);
- затоку Вовкувата (12 га, 50.483748, 30.524047, можливе також включення цієї території в заповідну зону);
- урочище у правобережного початку Північного мосту (7 га, 50.488875, 30.532316, можливе також включення цієї території в заповідну зону);
- урочище Наталка (26 га, 50.497974, 30.523864);
- західну частину острова Труханів (204 га, 50.456737, 30.542235);
- північну частину урочища Горбачиха (33 га, 50.481323, 30.556878);
- південну частину острова Долобецький (54 га, 50.452704, 30.575069); південну частину острова Венеційський (104 га, 50.432824, 30.585525); Наводницький парк (15 га, 50.426265, 30.569568);
- Русанівську набережну (14 га, 50.441067, 30.589702);
- Березняківську набережну (9 га, 50.423436, 30.591830);
- заплаву в районі затоки Берковець (114 га, 50.408075, 30.600795);
- урочище Покал — Галерний острів (169 га, 50.366690, 30.572998, можливе включення частини цієї території також в заповідну зону);
- Осокорківську заплаву, на південь від озера Тягле (2030 га, 50.364946, 30.645099, можливе включення частини цієї території також в заповідну зону);
- частину Жукового острова (1672 га, 50.337705, 30.578720) та Козачої коси (71 га, 50.327211, 30.615069).

Загалом, площа зони регульованої рекреації розширеного РЛП — проєктованого НПП «Дніпровські острови» має складати близько 5856,7 га.

### Зона стаціонарної рекреації
До цієї частини пропонується включити північну частину острова Гідропарк, яка на сьогодні забудована різноманітними розважальними закладами (74 га, 50.446067, 30.574914), фрагмент Труханового острова, на якому розміщені численні спортивні бази (Західний Ріг, 27 га, 50.452747, 30.551968), зона будівництва станції метро (12,5 га, 50.470863, 30.544127), а також район перешийка поміж островами Муромець та Труханів (72 га, 50.491449, 30.542746). Загалом, площа зони стаціонарної рекреації розширеного РЛП — проєктованого НПП «Дніпровські острови» має складати близько 185,5 га.

### До складу господарської зони пропонується включити
острів Водників (54 га, 50.345983, 30.593256), де може бути розташована адміністрація південного відділення парку та частина його господарства, а також частину острова Труханів, на якій розміщено базу комунального підприємства з утримання зелених насаджень Дніпровського району (7 га, 50.466973, 30.535532), де доцільно розмістити центральну адміністрацію парку і решту господарства парку. Також доцільно включити до господарської зони парку затоку біля ТЕЦ-5 (11 га, 50.393055, 30.576602), Дніпровську затоку (8,5 га, 50.403475, 30.577926) та Видубицьке озеро разом з розташованим нижче мосту Патона урочищем Наводницьке (39,7 га, 50.415705, 30.574622), які слугують відстійними пунктами для човнів. Тут же може розміщуватися і річковий флот парку. При цьому треба зберегти прибережно-водну та водну рослинність цих ділянок правобережної заплави. Загалом, площа господарської зони розширеного РЛП — проєктованого НПП «Дніпровські острови» має складати близько 120,2 га.